# Gouvernement Oddsson I
République d'Islande
Hermannsson III (en) Oddsson II
Le gouvernement Oddson I (en islandais : Fyrsta ráðuneyti Davíðs Oddssonar) est le gouvernement de la république d'Islande entre le 30 avril 1991 et le 23 avril 1995.

## Historique du mandat
Ce gouvernement est dirigé par le nouveau Premier ministre libéral-conservateur Davíð Oddsson, précédemment maire de Reykjavik. Il est constitué et soutenu par une coalition gouvernementale centriste entre le Parti de l'indépendance (SJ) et le Parti social-démocrate (AF). Ensemble, ils disposent de 36 députés sur 63, soit 57,1 % des sièges de l'Althing.
Il est formé à la suite des élections législatives du 20 avril 1991.
Il succède donc au troisième gouvernement (en) du Premier ministre agrarien Steingrímur Hermannsson, au pouvoir depuis septembre 1988, composé d'une alliance entre le Parti du progrès (Fram), le Parti social-démocrate, l'Alliance du peuple (AB) et le Parti des citoyens (BF).

### Formation
Au cours du scrutin parlementaire, le Parti de l'indépendance conforte sa majorité relative en remportant huit sièges supplémentaires par rapport à la législature précédente. Bien que la majorité parlementaire sortante bénéficie de l'exacte majorité absolue avec 32 députés, le Parti social-démocrate change d'alliance et permet l'accession de Davíð Oddsson au pouvoir.

### Succession
Lors des élections législatives du 8 avril 1995, l'alliance SJ-AF est en recul mais dispose encore du minimum de mandats pour gouverner le pays. Le Premier ministre change cependant de partenaire et s'associe avec le Parti du progrès, élargissant son assise parlementaire pour constituer son deuxième gouvernement.

## Composition

### Initiale (30 avril 1991)
| Fonction                                                                    | Titulaire | Titulaire                | Parti |
| --------------------------------------------------------------------------- | --------- | ------------------------ | ----- |
| Premier ministre                                                            |           | Davíð Oddsson            | SJ    |
| Ministre des Affaires étrangères                                            |           | Jón Baldvin Hannibalsson | AF    |
| Ministre des Finances                                                       |           | Friðrik Sophusson        | SJ    |
| Ministre de la Pêche Ministre de la Justice et des Affaires ecclésiastiques |           | Þorsteinn Pálsson        | SJ    |
| Ministre de l'Industrie Ministre du Commerce                                |           | Jón Sigurðsson           | AF    |
| Ministre de la Santé et de la Sécurité sociale                              |           | Sighvatur Björgvinsson   | AF    |
| Ministre de l'Éducation, de la Science et de la Culture                     |           | Ólafur Garðar Einarsson  | SJ    |
| Ministre de l'Agriculture Ministre des Communications                       |           | Halldór Blöndal          | SJ    |
| Ministre des Affaires sociales                                              |           | Jóhanna Sigurðardóttir   | AF    |
| Ministre de l'Environnement                                                 |           | Eiður Svanberg Guðnason  | AF    |

### Remaniement du 14 juin 1993
- Les nouveaux ministres sont indiqués en gras, ceux ayant changé d'attributions en italique.

| Fonction                                                                    | Titulaire | Titulaire | Parti |
| --------------------------------------------------------------------------- | --------- | --- | ----- |
| Premier ministre                                                            |           | Davíð Oddsson | SJ    |
| Ministre des Affaires étrangères                                            |           | Jón Baldvin Hannibalsson                                                                                             | AF    |
| Ministre des Finances                                                       |           | Friðrik Sophusson | SJ    |
| Ministre de la Pêche Ministre de la Justice et des Affaires ecclésiastiques |           | Þorsteinn Pálsson | SJ    |
| Ministre de l'Industrie Ministre du Commerce                                |           | Sighvatur Björgvinsson                                                                                               | AF    |
| Ministre de la Santé et de la Sécurité sociale                              |           | Guðmundur Árni Stefánsson (jusqu'au 24/06/1994) Sighvatur Björgvinsson                                               | AF    |
| Ministre de l'Éducation, de la Science et de la Culture                     |           | Ólafur Garðar Einarsson                                                                                              | SJ    |
| Ministre de l'Agriculture Ministre des Communications                       |           | Halldór Blöndal | SJ    |
| Ministre des Affaires sociales                                              |           | Jóhanna Sigurðardóttir (jusqu'au 24/06/1994) Guðmundur Árni Stefánsson (jusqu'au 12/11/1994) Rannveig Guðmundsdóttir | AF    |
| Ministre de l'Environnement                                                 |           | Össur Skarphéðinsson                                                                                                 | AF    |